# Selección femenina de fútbol de Rumania

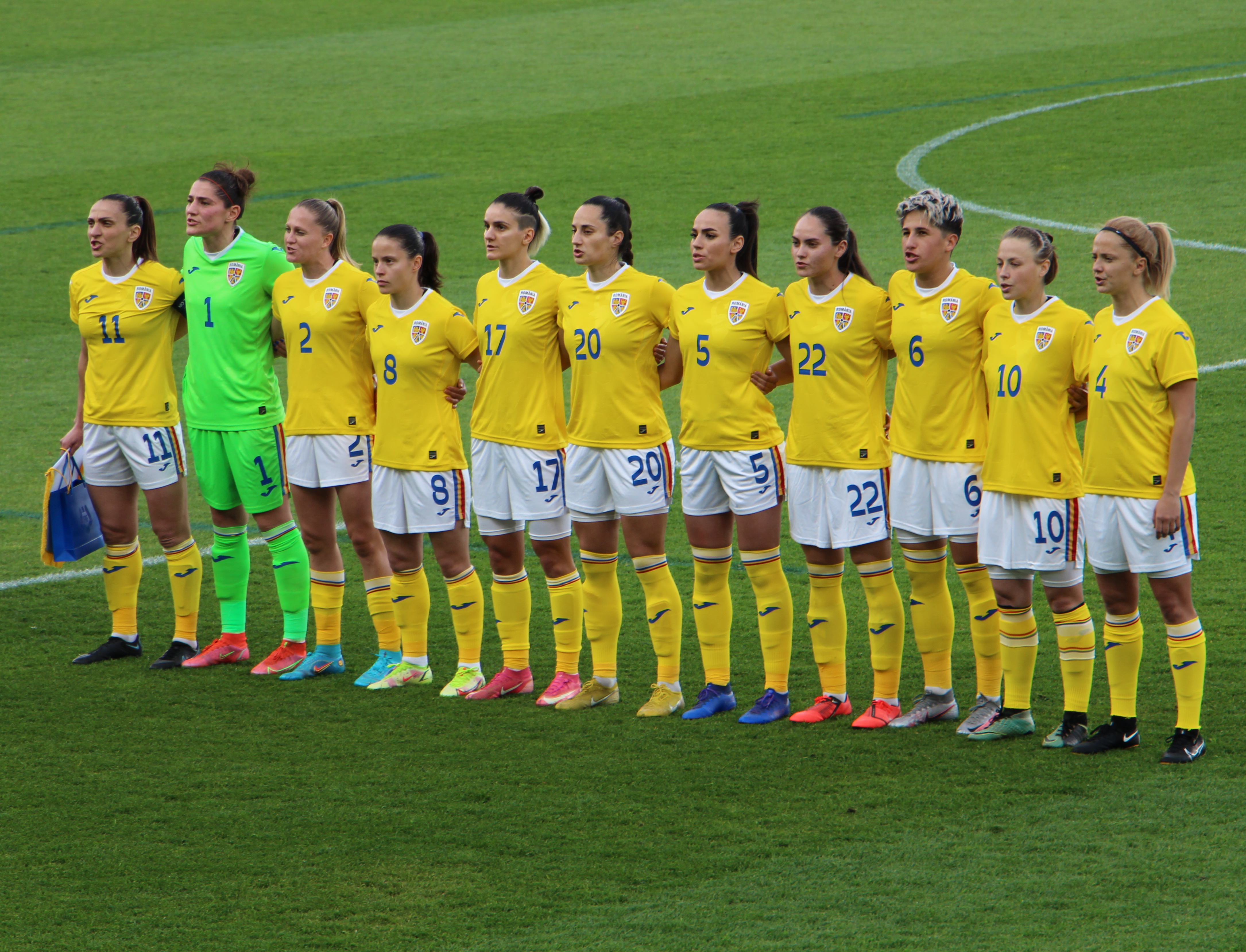
Selección femenina de fútbol de Rumania.

La selección femenina de fútbol de Rumanía representa al país en las competiciones internacionales de fútbol femenino. Forma parte de la FIFA y la UEFA, y su organización está a cargo de la FRF.
Se creó en 1990, tras la caída del régimen comunista, y comenzó a participar en las competiciones oficiales al año siguiente. Como la mayoría de los países de Europa del Este, nunca se ha clasificado para el Mundial, los Juegos Olímpicos ni la Eurocopa.

## Estadísticas

### Copa Mundial Femenina de Fútbol
| Edición | Resultado      | Posición       | PJ             | PG             | PE             | PP             | GF             | GC             |
| ------- | -------------- | -------------- | -------------- | -------------- | -------------- | -------------- | -------------- | -------------- |
| 1991    | No participó   | No participó   | No participó   | No participó   | No participó   | No participó   | No participó   | No participó   |
| 1995    | No clasificó   | No clasificó   | No clasificó   | No clasificó   | No clasificó   | No clasificó   | No clasificó   | No clasificó   |
| 1999    | No clasificó   | No clasificó   | No clasificó   | No clasificó   | No clasificó   | No clasificó   | No clasificó   | No clasificó   |
| 2003    | No clasificó   | No clasificó   | No clasificó   | No clasificó   | No clasificó   | No clasificó   | No clasificó   | No clasificó   |
| 2007    | No clasificó   | No clasificó   | No clasificó   | No clasificó   | No clasificó   | No clasificó   | No clasificó   | No clasificó   |
| 2011    | No clasificó   | No clasificó   | No clasificó   | No clasificó   | No clasificó   | No clasificó   | No clasificó   | No clasificó   |
| 2015    | No clasificó   | No clasificó   | No clasificó   | No clasificó   | No clasificó   | No clasificó   | No clasificó   | No clasificó   |
| 2019    | No clasificó   | No clasificó   | No clasificó   | No clasificó   | No clasificó   | No clasificó   | No clasificó   | No clasificó   |
| 2023    | No clasificó   | No clasificó   | No clasificó   | No clasificó   | No clasificó   | No clasificó   | No clasificó   | No clasificó   |
| 2027    | Por disputarse | Por disputarse | Por disputarse | Por disputarse | Por disputarse | Por disputarse | Por disputarse | Por disputarse |
| Total   | 0/9            | -              | -              | -              | -              | -              | -              | -              |

### Eurocopa Femenina
| Edición | Resultado               | Posición                | PJ                      | PG                      | PE                      | PP                      | GF                      | GC                      |
| ------- | ----------------------- | ----------------------- | ----------------------- | ----------------------- | ----------------------- | ----------------------- | ----------------------- | ----------------------- |
| 1984    | No existía la selección | No existía la selección | No existía la selección | No existía la selección | No existía la selección | No existía la selección | No existía la selección | No existía la selección |
| 1987    | No existía la selección | No existía la selección | No existía la selección | No existía la selección | No existía la selección | No existía la selección | No existía la selección | No existía la selección |
| 1989    | No existía la selección | No existía la selección | No existía la selección | No existía la selección | No existía la selección | No existía la selección | No existía la selección | No existía la selección |
| 1991    | No participó            | No participó            | No participó            | No participó            | No participó            | No participó            | No participó            | No participó            |
| 1993    | No participó            | No participó            | No participó            | No participó            | No participó            | No participó            | No participó            | No participó            |
| 1995    | No clasificó            | No clasificó            | No clasificó            | No clasificó            | No clasificó            | No clasificó            | No clasificó            | No clasificó            |
| 1997    | No clasificó            | No clasificó            | No clasificó            | No clasificó            | No clasificó            | No clasificó            | No clasificó            | No clasificó            |
| 2001    | No clasificó            | No clasificó            | No clasificó            | No clasificó            | No clasificó            | No clasificó            | No clasificó            | No clasificó            |
| 2005    | No clasificó            | No clasificó            | No clasificó            | No clasificó            | No clasificó            | No clasificó            | No clasificó            | No clasificó            |
| 2009    | No clasificó            | No clasificó            | No clasificó            | No clasificó            | No clasificó            | No clasificó            | No clasificó            | No clasificó            |
| 2013    | No clasificó            | No clasificó            | No clasificó            | No clasificó            | No clasificó            | No clasificó            | No clasificó            | No clasificó            |
| 2017    | No clasificó            | No clasificó            | No clasificó            | No clasificó            | No clasificó            | No clasificó            | No clasificó            | No clasificó            |
| 2022    | No clasificó            | No clasificó            | No clasificó            | No clasificó            | No clasificó            | No clasificó            | No clasificó            | No clasificó            |
| 2025    | No clasificó            | No clasificó            | No clasificó            | No clasificó            | No clasificó            | No clasificó            | No clasificó            | No clasificó            |
| Total   | 0/14                    | -                       | -                       | -                       | -                       | -                       | -                       | -                       |

### Liga de Naciones Femenina de la UEFA
| Edición | L     | G     | Resultado    | PJ | PG | PE | PP | GF | GC |
| ------- | ----- | ----- | ------------ | -- | -- | -- | -- | -- | -- |
| 2023-24 | B     | 2     | Cuarto lugar | 6  | 1  | 0  | 5  | 1  | 11 |
| Total   | Total | Total | 1/1          | 6  | 1  | 0  | 5  | 1  | 11 |

## Últimos y próximos encuentros
Actualizado al último partido jugado el 16 de julio de 2024
| Fecha      | Ciudad             | Local      | Resultado | Visitante  | Competición                  |
| ---------- | ------------------ | ---------- | --------- | ---------- | ---------------------------- |
| 22-02-2024 | Manavgat           | Rumania    | 0:0       | Grecia     | Partido amistoso             |
| 28-02-2024 | Manavgat           | Turquía    | 1:0       | Rumania    | Partido amistoso             |
| 05-04-2024 | Armavir            | Armenia    | 0:5       | Rumania    | Clas. Eurocopa Femenina 2025 |
| 09-04-2024 | Bucarest           | Rumania    | 1:0       | Kazajistán | Clas. Eurocopa Femenina 2025 |
| 31-05-2024 | Bucarest           | Rumania    | 1:0       | Bulgaria   | Clas. Eurocopa Femenina 2025 |
| 04-06-2024 | Sofía              | Bulgaria   | 0:3       | Rumania    | Clas. Eurocopa Femenina 2025 |
| 12-07-2024 | Almaty             | Kazajistán | 0:3       | Rumania    | Clas. Eurocopa Femenina 2025 |
| 16-07-2024 | Bucarest           | Rumania    | 3:1       | Armenia    | Clas. Eurocopa Femenina 2025 |
| 22-10-2024 | Bandera de Rumania | Rumania    | -:-       | Polonia    | Clas. Eurocopa Femenina 2025 |
| 28-10-2024 | Bandera de Polonia | Polonia    | -:-       | Rumania    | Clas. Eurocopa Femenina 2025 |

## Equipo
| #                | Nombre            | Nacimiento | Club                   |  |
| Guardameta       | Guardameta        | Guardameta | Guardameta             |  |
| ---------------- | ----------------- | ---------- | ---------------------- |  |
|                  | Lavinia Boandă    | 1994-03-08 | Olimpia Cluj           |  |
|                  | Andreea Părăluță  | 1994-11-27 | Atlético de Madrid     |  |
|                  | Camelia Ceasar    | 1997-12-13 | AC Milan               |  |
|                  | Bianca Raicu      | 1999-07-25 | Torino FC              |  |
| Defensa          |                   |            |                        |  |
|                  | Anne-Marie Bănuță | 1991-11-16 | AS Saint-Étienne       |  |
|                  | Maria Ficzay      | 1991-11-08 | Medyk Konin            |  |
|                  | Adina Giurgiu     | 1994-08-17 | Sassuolo               |  |
|                  | Brigitta Goder    | 1992-05-06 | Győri ETO              |  |
|                  | Teodora Meluţă    | 1999-08-03 | Olimpia Cluj           |  |
|                  | Olivia Oprea      | 1987-03-19 | Zaragoza CFF           |  |
|                  | Ana Maria Gorea   | 1993-01-04 | ASA Târgu Mureș        |  |
| Mediocampista    |                   |            |                        |  |
|                  | Ștefania Vătafu   | 1993-06-12 | UD Granadilla Tenerife |  |
|                  | Ioana Bortan      | 1989-01-23 | Olimpia Cluj           |  |
|                  | Mihaela Ciolacu   | 1998-08-12 | Olimpia Cluj           |  |
|                  | Andrea Herczeg    | 1994-09-13 | Töcksfors IF           |  |
|                  | Bianca Sandu      | 1992-04-22 | Diósgyőri VTK          |  |
|                  | Beatrice Tărăşilă | 1997-05-21 | Olimpia Cluj           |  |
|                  | Andreea Voicu     | 1996-01-16 | Olimpia Cluj           |  |
| Delantera        |                   |            |                        |  |
|                  | Alexandra Lunca   | 1995-08-22 | Olimpia Cluj           |  |
|                  | Cristina Carp     | 1997-07-28 | Olimpia Cluj           |  |
|                  | Florentina Spânu  | 1985-08-06 | Fortuna Hjørring       |  |
|                  | Georgiana Birțoiu | 1989-07-22 | WFC Rossiyanka         |  |
|                  | Cosmina Dușa      | 1990-03-04 | Konak Belediyespor     |  |
|                  | Laura Rus         | 1987-10-01 | Verona                 |  |
|                  | Isabelle Mihail   | 1999-02-08 | Kent State University  |  |
| Director técnico |                   |            |                        |  |
|                  | Mirel Albon       | 1967-10-02 |                        |  |